# 春名美咲
春名 美咲（はるな みさき、1993年7月18日 - ）は、東京都出身の女優。血液型A型。

## 略歴・外歴
3歳の頃、雑誌キッズデ・ビューの1997年夏の特別オーディションでシーアンドティー（キャロット）に応募し合格。同年に雪印乳業のCMでデビュー。

## 出演

### CM
- 雪印乳業
- 小林製薬 熱さまシート
- ECC ECCジュニア
- 永谷園 煮込みラーメン

### テレビ番組
- 人情馬鹿物語「深川の鈴」（1998年、テレビ東京）
- つぐみへ…〜小さな命を忘れない〜（2000年、テレビ朝日）丘咲つぐみ役
- 柔らかな頬（2001年、BS-i）森脇有香 役
- 天の瞳2（2001年、テレビ朝日）クラスメイト 役
- 陰陽師第5話（2001年、NHK）小夜 役
- 殺人銀行（2001年、テレビ朝日）
- 森村誠一サスペンス 灯（2001年、TBS）白井美希（幼少期）役
- 100億の悪女ふたり（2002年、テレビ朝日）
- ナイトホスピタル〜病気は眠らない〜第3話（2002年、日本テレビ）内藤サオリ 役
- 武蔵 MUSASHI（2003年、NHK）真澄 役
- 科学大好き土よう塾（2004年度、NHK教育テレビ）
- 二十四の瞳（2005年、日本テレビ）

### 映画
- 落下する夕方（1998年、松竹） 可南子 役
- 学校の怪談4（1999年、東宝） サカエ 役
- FLOWERS*（2005年、BBTV） スミレ 役

### 出版物
- チェリーブルーム―中谷さくら・春名美咲写真集（2003年、心交社）